# STS-109
STS-109, voluit Space Transportation System-109, was een spaceshuttlemissie van de Columbia naar de ruimtetelescoop Hubble. Het was de vierde onderhoudsmissie naar de Hubble. Het was de laatste succesvolle missie van de Columbia. Tijdens de volgende Columbia missie (STS-107) viel de spaceshuttle uiteen tijdens de terugkeer in de dampkring.

## Bemanning
| Positie            | Lancering                         | Landing                           |                                   |
| ------------------ | --------------------------------- | --------------------------------- | --------------------------------- |
| Bevelhebber        | Scott Altman 3e ruimtevlucht      | Scott Altman 3e ruimtevlucht      |                                   |
| Piloot             | Duane Carey 1e ruimtevlucht       | Duane Carey 1e ruimtevlucht       |                                   |
| Missiespecialist 1 | John Grunsfeld 4e ruimtevlucht    | John Grunsfeld 4e ruimtevlucht    |                                   |
| Missiespecialist 2 | Nancy Currie 4e ruimtevlucht      | Nancy Currie 4e ruimtevlucht      | Nancy Currie 4e ruimtevlucht      |
| Missiespecialist 3 | Richard Linnehan 3e ruimtevlucht  | Richard Linnehan 3e ruimtevlucht  | Richard Linnehan 3e ruimtevlucht  |
| Missiespecialist 4 | James Newman 4e ruimtevlucht      | James Newman 4e ruimtevlucht      | James Newman 4e ruimtevlucht      |
| Missiespecialist 5 | Michael Massimino 1e ruimtevlucht | Michael Massimino 1e ruimtevlucht | Michael Massimino 1e ruimtevlucht |

## Media

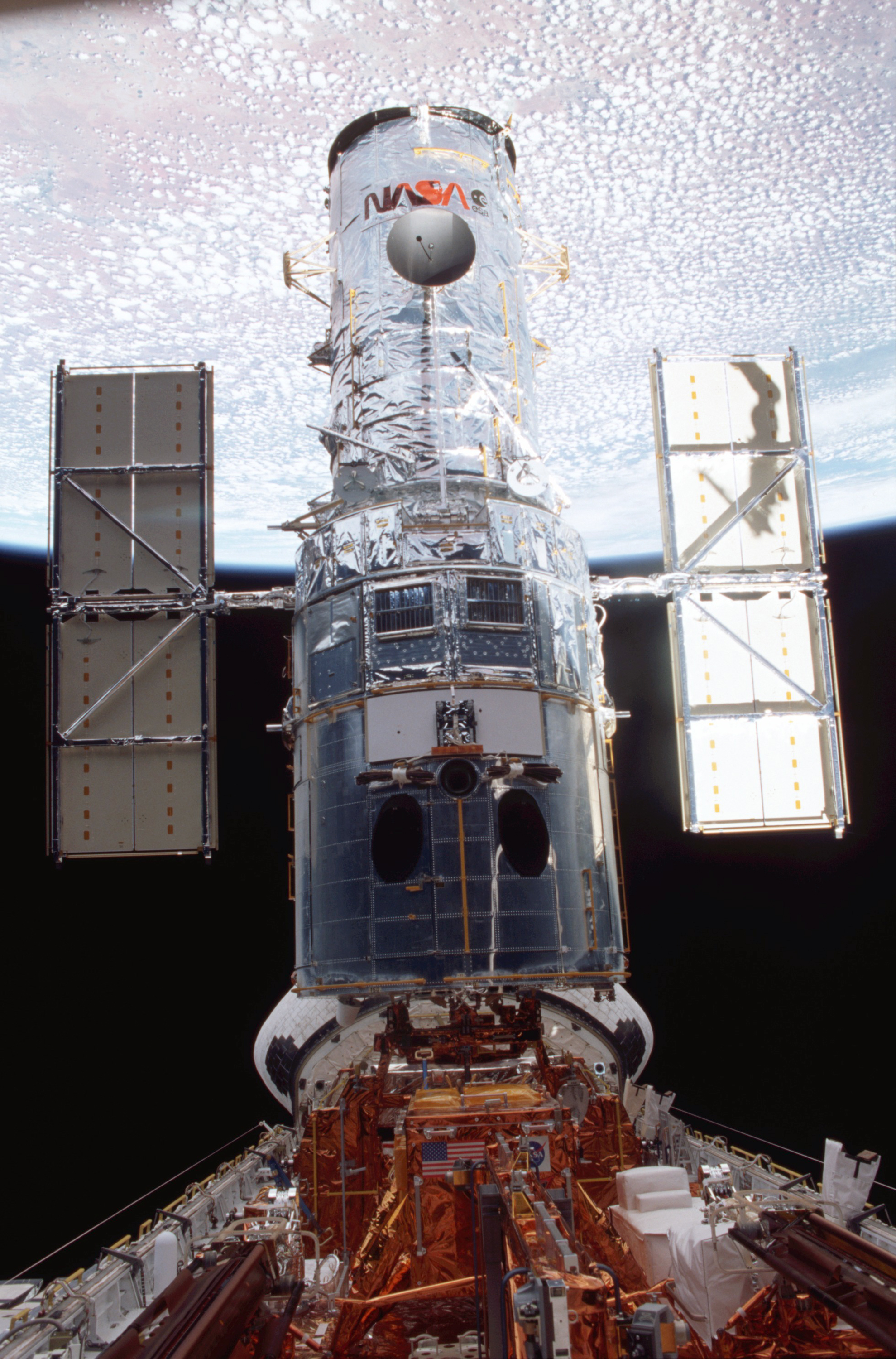
De Hubble gekoppeld aan de Columbia